# Наше море (фільм, 1926)
«Наше море» (лат. Mare Nostrum) — американський німий фільм 1926 року режисера Рекса Інгрема. Іспанський моряк торговельного флоту був завербований і став шпигуном. Це був перший фільм, зроблений Рексом Інгремом у добровільному вигнанні, в якому грала його дружина Еліс Террі. Кінострічка заснована на однойменному романі Вісенте Бласко Ібаньєса. Про фільм забули, однак недавно він був знову відкритий і відновлений.

## Зміст
Іспанський хлопчик Улісс Феррагут, родина якого має довгі та славні морські традиції, з дитинства цікавився розповідями про море. Він захоплювався розповідями свого дядька на прізвисько «Тритон», який стверджував, що колись бачив морську богиню Амфітріту. Батько Улісса, дон Естебан, сподівається, що він стане юристом, як і він, однак Улісс вирішує жити як моряк. 
На свої заощадження він купує сучасний, торговий корабель «Наше море», який приносить йому великі гроші. Під час зупинки в Італії Улісс відвідує руїни Помпеї, де зустрічає Фрею Тальберг і доктора Федельмана. Улісс закохується у Фрею, яка схожа на образ Амфітріти описаний його дядьком. Хоча пізніше Фрея повідомляє йому, що вони з Федельманом є австрійськими шпигунами …

## Ролі виконують
- Еліс Террі — Фрея Тальберг
- Антоніо Морено — Улісс Феррагут
- Аполлон — Тритон
- Алекс Нова — дон Естебан Феррагут
- Када-Абд-ель-Кадера — син Естебана Феррагута
- Мікі Бранфорд [en] — Естебан Феррагут

## Навколо фільму
- Режисер Рекс Інгрем та його дружина Еліс Террі прийняли арабського хлопця Када-Абд-ель-Кадера як свого протеже.
- Цей фільм довгі роки вважався «загубленим», поки остаточно не був реконструйований із збережених, але неповних матеріалів у різних архівах.
- У 1948 році вийшов подібний італійсько-іспанський драматичний фільм «Наше море»[es] режисера Рафаеля Гіла, в якому беруть участь Марія Фелікс, Фернандо Рей та Гільєрмо Марин.